# Tanya Tagaq

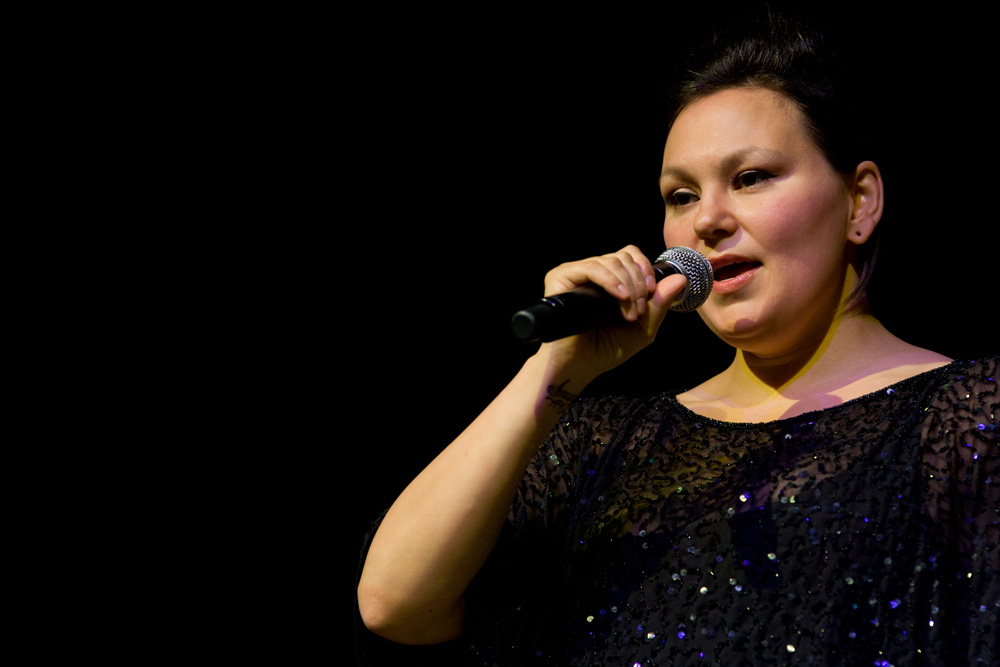
Tanya Tagaq, Moers Festival 2012

Tanya Tagaq (nacida Tagaq Gillis y a veces acreditada como Tagaq; 5 de mayo de 1975 (49 años) es una artista canadiense inuit, cantante de garganta de Cambridge Bay (Iqaluktuutiaq), Nunavut, Canadá, en la costa del sur de isla Victoria.

## Vida y trabajo
Después de concurrir a una escuela en Cambridge Bahía. A los 15 años, Tagaq fue a Yellowknife, Territorios de Noroeste para ir al instituto donde primero empezó practicando canto de garganta. Más tarde estudió artes visuales en el Nova Scotia Universidad de Arte y Diseño y allí desarrolló su forma de solista de canto inuit de garganta, el cual es normalmente hecho por dos mujeres.
Tagaq era una intérprete popular en festivales canadienses de folclore, como Folk en las Rocas en 2005, y primero fue ampliamente conocida en Canadá e internacionalmente por sus colaboraciones con Björk, incluyendo visitas de concierto y el 2004 álbum Medúlla. También ha actuado con el Kronos Cuarteto y Shooglenifty y ha sido presentado en los Pueblos Aborígenes Red Televisiva.
En 2005, su CD titulado Sinaa (idioma inuit para "borde") fue nominado en cinco premios en los Premios de Música Originaria canadiense. En la ceremonia del 25 de octubre de 2005, el CD ganó premios de Mejor Ingeniería de Productor / Mejor, Diseño de Álbum y Tagaq ganó el premio de Mejor Artista Femenina.
Sinaa fue nominada para el 2006 Juno Premios como el Registro Aborigen Mejor.
Principalmente es conocida por su canto de garganta, también es una artista consumada y su trabajo fue ofrecido en la guía telefónica de 2003 Northwestel.
Su álbum 2008 Auk/Sangre (ᐊᐅᒃ Inuktitut syllabics) presenta colaboraciones con Mike Patton, entre otros. En 2011,  lanzó un álbum en vivo titulado Anuraaqtuq. Fue grabado durante su performance en el Festival Internacional de Musique Actuelle en Victoriaville.
En 2012 Tagaq actuó la música del tema para el CBC espectáculo televisivo Arctic Air.
Lanzó su tercer álbum, Animismo, en mayo de 2014 en Seis Shooter Registros. El álbum fue candidato para el 2014 Polaris Premio de Música, su primer nombramiento para aquel premio, y ganó tal premio de $30.000 en septiembre de 2014. El álbum también ganó el Premio Juno para Registro Originario del Año en los Juno Premios de 2015, y nominado a Álbum Alternativo del Año.
Desde su colaboración inicial con el Kronos Cuarteto en 2005, Tagaq y el Cuarteto han actuado junto en locales de América del Norte, con su debut en enero de 2006 del proyecto Nunavut en el Chan Centro para las Artes escénicas en Vancouver, Columbia Británica a través del Festival de Música de Primavera en Carnegie Hall con el compositor Derek Charke, 13 Inuit Juegos de Canción de la Garganta (2014). En 2015, a Tagaq se le encargó escribir una pieza para el Kronos Fifty for the Future project.
Su cuarto álbum Retribution fue lanzado en octubre de 2016.  Su espectáculo en Toronto en noviembre agotó entradas.
En diciembre de 2016, Tagaq fue honrada nombrándosela Miembro de la Orden de Canadá.

## Premios y reconocimientos
- 2006 Juno Premios, candidato: Registro Aborigen del Año, Sinaa
- 2009 Juno Premios, candidato: Registro Aborigen del Año y Álbum Instrumental del Año, Auk/Sangre
- 2014 Polaris Premio de Música, ganador: Animismo
- 2014 canadiense Folk la música que Empuja el Premio de Fronteras
- 2015 Juno Premios, candidato: Álbum Alternativo del Año, Animismo
- 2015 Juno Premios, ganador: Registro Aborigen del Año, Animismo
- 2015 Música canadiense Occidental Premio, ganador: Registro Aborigen del Año, Registro Espiritual del Año y Registro Mundial del Año.

## Discografía

### Álbumes de estudio
- Sinaa (2005)
- Auk/Sangre (ᐊᐅᒃ) (2008)
- Animismo (2014)
- Retribution (2016)

### Álbumes en vivo
- Anuraaqtuq (2011)